# Wilhelm Schöndube
Wilhelm Schöndube (* 5. Januar 1892 in Frankfurt am Main; † 26. Oktober 1985) war ein deutscher Arzt, Geschwaderarzt im Zweiten Weltkrieg, Fechter, Kunstsammler und u. a. Träger des Großen Verdienstkreuzes.

## Leben

### Werdegang
Wilhelm Schöndube studierte Medizin. 1921 erhielt Schöndube seine Approbation als Arzt und promovierte zwei Jahre später mit dem Thema Verdoppelung des rechten Ventrikels mit Missbildung der Kranzarterien.
1930 war er leitender Arzt der inneren Abteilung des Markus-Krankenhauses in Frankfurt am Main. Als dort im September 1933 der jüdische Arzt Otto Loewe den Posten als Chefarzt auf Druck der Nationalsozialisten aufgeben musste, übergab er die Leitung des Krankenhauses anschließend an den Internisten Schöndube. Im Oktober 1935 entzog die Kassenärztliche Vereinigung dem Krankenhaus die Zulassung, weil die Leitung sich weigerte, Loewe zu entlassen. Daraufhin zog sich Loewe freiwillig aus dem Krankenhaus zurück und auch Schöndube musste 1936 sein Amt niederlegen.
Als am 11. Januar 1945 das Marinelazarett in Schleswig den Betrieb aufnahm, wurde er hier bis Kriegsende als Geschwaderarzt Chefarzt.

### Sportliche Erfolge
Von 1920 bis 1926 leitete Schöndube den Frankfurter Turn- und Sportgemeinde „Eintracht“, welche später Eintracht Frankfurt wurde. 1923 gewann er bei den im Rahmen des Deutschen Turnfests in München stattfindenden Fechtmeisterschaften der Deutschen Turnerschaft in allen drei Disziplinen (Degen, Säbel und Florett). 1925 gewann er bei den Fechtmeisterschaften der Deutschen Turnerschaft, für die Frankfurter Turn- und Sportgemeinde „Eintracht“ antretend, das Säbelfechten. 1927 erreichte er im Degen den vierten Platz. In Köln wiederholte er 1928 seinen Erfolg von 1923 und konnte alle Disziplinen gewinnen. Bei den Fechtmeisterschaften der Deutschen Turnerschaft 1931 in Kassel war er mit 12 Siegen erfolgreichster Einzelfechter und konnte den Sieg der Kreismannschaft Kreis IX Mittelrhein feiern.
Bei den Olympischen Sommerspielen 1936 in Berlin war er als Arzt der Deutschen Fechtmannschaft tätig.
Er war Deutscher Meister im leichten Säbel.
Sein Zwillingsbruder Hermann war ebenfalls erfolgreicher Fechter.

### Wissenschaftliches Engagement
1919 wurde er Mitglied, sein Bruder Hermann war dies bereits ab 1912, in der Senckenberg Gesellschaft für Naturforschung und er war dort ab 1932 im Verwaltungsrat. Zum Mitglied der Direktion wurde er 1933. Zwischen 1949 und 1968 war er mehrfach Erster Direktor der Gesellschaft. Anschließend wurde er Ehrenpräsident.

### Weiteres Engagement
Schöndube war Kunstsammler und hatte unter Beratung seines Jugendfreundes, dem Frankfurter Maler Friedrich Wilhelm Mook (1888–1944), eine Kunstsammlung aufgebaut, welche während des Zweiten Weltkriegs ausgelagert und daher nicht zerstört worden war. Die Sammlung hatte den Fokus auf Frankfurter und Kronberger Maler des 19. Jahrhunderts.

## Ehrungen
- 1952 erhielt er die Eiserne Senckenberg-Medaille.[19]
- Am 10. Oktober 1962 wurde er für seine Verdienste als Direktor des Markus-Krankenhauses, als Chefarzt der Inneren Abteilung und für den großzügig konzipierten Neubau des Krankenhauses mit dem Großen Verdienstkreuz ausgezeichnet.[20][19] Im gleichen Jahr erhielt er die Ehrenplakette der Stadt Frankfurt am Main.
- Im Rahmen der 150-Jahr-Feier der Senckenberg Gesellschaft für Naturforschung wurde Schöndube am 28. Oktober 1967 mit der Goetheplakette der Stadt Frankfurt am Main ausgezeichnet.[21][22]

## Werke (Auswahl)
- gemeinsam mit Heinz Kalk: Neues zur Therapie des Nierensteins. In: Deutsche Medizinische Wochenschrift, 52, 1926.
- Über die Behandlung des Gallensteinanfalls. In: Klinische Wochenschrift, 7, 1928.
- Neuere Untersuchungen auf dem Gebiete der Magen-Darmkrankheiten. In: Deutsche Medizinische Wochenschrift, 55, 1929.
- Neuere Untersuchungen auf dem Gebiet der Leber-, Gallenwegs- und Pankreaserkrankungen. In: Deutsche Medizinische Wochenschrift, 56, 1930.
- Bergen op Zoom. Ein Streifzug durch die Stadt und ihre Geschichte. Für den deutschen Soldaten. Ortskommandantur Bergen op Zoom, 1942.
- Über die interne Behandlung des Gallenwegleidens. In: Deutsche Medizinische Wochenschrift, 75, 1950.
- Die Erkrankungen der Gallenwege. Enke, Stuttgart, 1956.
- Senckenberg heute und morgen. 1961.
- gemeinsam mit Joachim Steinbacher: Aus der 150 jährigen Geschichte der Senckenbergischen Naturforschenden Gesellschaft zu Frankfurt am Main. 1967.
- Zur Geschichte des Bockenheimer Diakonissen-Vereins und des St.- Markus-Krankenhauses. Brönner, Frankfurt am Main, 1968.
- 100 Jahre Bockenheimer Diakonissenverein. St.-Markus-Krankenhaus, 1976.